# Stephan Höpner
Stephan Höpner (* um 1580 in Penzlin, Mecklenburg; † 22. August 1628 in Frankfurt (Oder)) war ein deutscher Kantor und Komponist in Frankfurt (Oder).

## Leben und Wirken
Stephan Höpner war 1600 in der Universität Frankfurt (Oder) immatrikuliert. 1605 wurde er Kantor in Mùncheberg. 1614 wurde Höpner Kantor an der Marienkirche in Frankfurt (Oder), als Nachfolger von Bartholomäus Gesius, von dessen Musik seine Kompositionen beeinflusst sind.
Von Stephan Höpner sind Gratulations-, Hochzeits- und Begräbnismusiken als Kompositionen für Chor erhalten.